# Ant-Man and the Wasp: Quantumania
Ant-Man and the Wasp: Quantumania (Ant-Man y la Avispa: Quantumanía en España) es una película de superhéroes estadounidense basada en los personajes de Marvel Comics, Scott Lang / Ant-Man y Hope van Dyne / Wasp. Producida por Marvel Studios y distribuida por Walt Disney Studios Motion Pictures, es la secuela de Ant-Man (2015) y Ant-Man and the Wasp (2018) y la película número 31 del Universo cinematográfico de Marvel (UCM). La película está dirigida por Peyton Reed, escrita por Jeff Loveness, y está protagonizada por Paul Rudd como Scott Lang y Evangeline Lilly como Hope van Dyne, junto a Jonathan Majors, Kathryn Newton, David Dastmalchian, Katy O'Brian, William Jackson Harper, Bill Murray, Michelle Pfeiffer, Corey Stoll, y Michael Douglas. En la película, Lang, van Dyne y su familia son transportados al Reino Cuántico para enfrentarse a Kang el Conquistador (Majors).
Los planes para una tercera película de Ant-Man se confirmaron en noviembre de 2019. Jeff Loveness fue contratado en abril de 2020, y el desarrollo de la película comenzó durante la pandemia de COVID-19. El título de la película y los nuevos miembros del elenco, incluidas las incorporaciones de Majors y Newton, se anunciaron en diciembre de 2020. El rodaje comenzó en Turquía a principios de febrero de 2021, mientras que la filmación adicional ocurrió en San Francisco a mediados de junio, antes de la fotografía principal que inició a partir de finales de julio en Pinewood Studios en Buckinghamshire y concluyó en noviembre.
Ant-Man and the Wasp: Quantumania se estrenó en Westwood, Los Ángeles, el 6 de febrero de 2023 y se estrenó en los Estados Unidos el 17 de febrero. Es la primera película, y el comienzo, de la Fase Cinco del UCM. La película recibió críticas negativas de los críticos. Fue una decepción de taquilla, recaudando $476.1 millones de dólares contra un presupuesto de producción bruta de $388.4 millones de dólares y convirtiendo en una de las pocas películas del MCU que no logró equilibrar en su período en cines.

## Argumento
Luego de la batalla de los Vengadores contra Thanos, Scott Lang se ha convertido en un escritor de memorias exitoso y ha estado viviendo felizmente con su novia, Hope van Dyne. La ahora adolescente hija de Scott, Cassie se convierte en una activista que ayuda a las personas desplazadas por El Blip, lo que la ha llevado a tener una relación tensa con su padre. Mientras visitaba a los padres de Hope, Hank Pym y Janet van Dyne, Cassie revela que ha estado trabajando en un dispositivo que puede establecer contacto con el Reino Cuántico. Al enterarse de esto, Janet entra en pánico y apaga el dispositivo a la fuerza, pero se recibe el mensaje, lo que da como resultado un portal que se abre y los succiona a los cinco hacia el Reino Cuántico. Scott y Cassie son encontrados por nativos que se están rebelando contra su gobernante, mientras Hope, Janet y Hank exploran una ciudad en expansión para obtener respuestas.
Hope, Janet y Hank se encuentran con Lord Krylar, un antiguo aliado de Janet, quien revela que las cosas han cambiado desde que ella se fue, y que ahora está trabajando para Kang, el nuevo gobernante del Reino Cuántico. Los tres se ven obligados a huir y robar el barco de Krylar. Mientras tanto, la líder rebelde Jentorra les dice a los Lang que la relación de Janet con Kang es indirectamente responsable de su ascenso al poder. Los rebeldes pronto son atacados por las fuerzas de Kang lideradas por M.O.D.O.K., quien se revela como Darren Cross, habiendo sobrevivido a su aparente muerte a manos de Scott, y que recibió previamente el mensaje de Cassie. A bordo del barco de Krylar, Janet les confiesa a Hope y Hank que conoció a Kang cuando estaba anteriormente en el Reino Cuántico. Afirmó que él y Janet podrían escapar del Reino Cuántico si ella lo ayudaba a reconstruir su núcleo de poder multiversal. Después de que lograron repararlo, Janet tuvo una visión de Kang conquistando y destruyendo líneas de tiempo enteras. Kang reveló que sus variantes lo exiliaron por miedo, lo que llevó a Janet a volverse contra él. Superada, Janet usó sus partículas Pym para agrandar el núcleo de poder más allá de su uso. Kang, habiendo recuperado sus poderes, finalmente conquistó el Reino Cuántico.
Los Lang son llevados ante Kang, quien exige que Scott le ayude a recuperar su núcleo de poder o, de lo contrario, matará a Cassie. Luego, llevan a Scott a la ubicación del núcleo y se encoge. En el núcleo, se encuentra con una tormenta de probabilidades, lo que hace que se divida en múltiples copias de sí mismo casi abrumándolo, pero Hope llega y lo ayuda a adquirir el núcleo de poder. Sin embargo, Kang incumple el trato y captura a Janet, con M.O.D.O.K. destruyendo su barco con Hank en él. Después de ser rescatado por sus hormigas, quienes evolucionaron rápidamente y se volvieron hiperinteligentes después de ser arrastradas al Reino Cuántico, Hank ayuda a Scott y Hope en su camino hacia Kang. Cassie rescata a Jentorra y comienzan un levantamiento contra Kang y su ejército. Durante la pelea, Cassie convence a Cross de cambiar de bando y luchar contra Kang, y él finalmente sacrifica su vida.
Janet arregla el núcleo de energía mientras ella, Hank, Hope y Cassie saltan a través de un portal a casa, pero Kang ataca a Scott. Antes de que pueda vencer a Scott para que se someta, Hope regresa, ella y Scott arrojan a Kang y las partículas Pym al núcleo de energía, destruyéndolos a ambos. Cassie vuelve a abrir el portal para que Scott y Hope regresen a casa. Mientras Scott reanuda felizmente su vida, comienza a repensar lo que le dijeron acerca de que la muerte de Kang es el comienzo de algo terrible, pero lo ignora. En una escena a mitad de los créditos, numerosas variantes de Kang, dirigidas por Immortus, se compadecen de Kang y planean su levantamiento multiversal. En una escena posterior a los créditos, Loki y Mobius M. Mobius se encuentran con otra variante de Kang, Victor Timely, en la Exposición Mundial de Chicago en 1893.

## Reparto
- Paul Rudd como Scott Lang / Ant-Man:
Un Vengador y ex delincuente menor con un traje que le permite encogerse o crecer en escala mientras aumenta su fuerza.[8] Después de los eventos de Avengers: Endgame (2019), Scott se ha convertido en una celebridad muy conocida para el público, así como en el autor de un libro autobiográfico titulado Look Out for the Little Guy, que cuenta una versión diferente de cómo ayudó a salvar el universo de Thanos en Endgame.[9][10]
- Evangeline Lilly como Hope van Dyne / Wasp: La hija de Hank Pym y Janet van Dyne, quien recibe un traje similar y el manto Wasp de su madre.[11] Ella se desempeña como la jefa de la Fundación Pym van Dyne, que utiliza las partículas Pym para esfuerzos humanitarios.[12] Lilly dijo que la película exploraría cómo el personaje lidia con sus "fragilidades y sus vulnerabilidades", continuando con cómo Ant-Man and the Wasp (2018) mostró cuán poderosa y capaz era.[10]
- Jonathan Majors como Kang el Conquistador:
Un "adversario multiversal que viaja en el tiempo" atrapado en el Reino cuántico que necesita Pym Particles para poner su nave y un dispositivo en línea que le permita ir a cualquier lugar y en el momento oportuno.[13][14][15] Kang es una variante de la línea de tiempo alternativa del personaje de la primera temporada de Loki (2021), «He Who Remains»[nota 5], el creador de la «Time Variance Authority» (TVA)[nota 6], que fue introducido en la final de la primera temporada de Loki.[13] Kang fue descrito por el escritor principal de Loki, Michael Waldron, como el "próximo gran villano de películas" para el UCM,[13] mientras que el escritor de Quantumania, Jeff Loveness describió a Kang como un "villano de primer nivel de los Vengadores".[16] Majors dijo que Kang es diferente de «He Who Remains», que no aparece en Quantumania, con una psicología cambiada, retratando a Kang diferente de «He Who Remains» debido a los diferentes personajes que lo rodean, y haciendo la transición de una serie a una película.[17] Se sintió atraído por el "carácter y las dimensiones" de Kang y el potencial que se le presentaba como actor, y señaló que Kang sería un tipo diferente de villano para el UCM que Erik Killmonger y Thanos eran,[18] así como la posibilidad de interpretar a un villano complejo del que todos deben tener cuidado, afín a Yago en la tragedia de William Shakespeare, Otelo.[19] Loveness quería centrarse en Kang como un ser humano explorando su humanidad y vulnerabilidad como un personaje "muy solitario" antes de que alcance "alturas apocalípticas a la escala de los Vengadores". Comparó esto con Thanos al no crearlo completamente a partir de imágenes generadas por computadora, y dijo que Kang sería un "Thanos en un nivel exponencial".[16] También dijo que debido a que el concepto de viaje en el tiempo ya había sido explorado en Endgame, tuvo que ampliar su enfoque en Kang para enfocarse más en el multiverso, su dimensionalidad y su "libertad ilimitada" de su tiempo, y cómo diferentes versiones del personaje lo destruiría y lo haría suyo.[20] Loveness investigó las diferentes versiones de Kang de los cómics como a Rama-Tut y al Centurión Escarlata y lo describió como una "serpiente infinita que come colas infinitas" por ser "un hombre literalmente en guerra contra sí mismo".[21] El director Peyton Reed comparó al personaje con Alejandro Magno como un punto de referencia para Majors,[15] quien también encontró inspiración en Genghis Khan y Julio César. Majors dijo que Kang sería el "supervillano de los supervillanos" y buscó contrastar a Tony Stark / Iron Man, a quien llamó el "superhéroe de los superhéroes".[22] Majors agregó diez libras de músculo para el papel, centrándose en el entrenamiento de fuerza y acondicionamiento.[18] Reed dijo que Quantumania mostraría un "sabor diferente" del enfoque de Majors hacia las versiones alternativas de Kang, y explicó que Kang "tiene dominio sobre el tiempo", llamándolo guerrero, estratega y "antagonista de todos los tiempos" en comparación con los antagonistas de la serie de películas anteriores de Ant-Man como una "fuerza de la naturaleza",[23] uno que agrega "diversidad tonal, conflicto real y fricción real".[15] Dado su trabajo con el tiempo, Kang no vive una vida lineal.[19]
  - Majors también interpreta a numerosas variantes de Kang dentro del Consejo de Kangs, incluidos Immortus, Rama-Tut y Centurión Escarlata en la escena de mitad de créditos, así como la variante Victor Timely en la escena posterior a los créditos.[24][25]
- Kathryn Newton como Cassie Lang:
La hija de 18 años de Scott Lang que adquiere un traje similar al de su padre.[9][26] Tiene inclinaciones científicas y se interesa en las notas antiguas de Pym y aprende más sobre la ciencia y la tecnología del Reino Cuántico. Reed dijo que quería seguir desarrollando la relación entre Cassie y Scott, ya que era central en las películas anteriores de Ant-Man.[19] Anteriormente fue interpretada como una niña por Abby Ryder Fortson en las dos películas anteriores de Ant-Man y por Emma Fuhrmann en Avengers: Endgame (2019).[27]
- David Dastmalchian como Veb: Una criatura parecido al slime que vive en el Reino Cuántico. Dastmalchian interpretó previamente a Kurt en las dos primeras películas de Ant-Man.[28]
- Katy O'Brian como Jentorra:
La líder de los Defensores de la Libertad (en inglés: Freedom Fighters) que se rebela contra la opresión de Kang sobre las comunidades en el Reino Cuántico.[29][30] O'Brian audicionó para el papel, a pesar de haber trabajado anteriormente con Reed en la serie de Star Wars, The Mandalorian, y originalmente creía que estaba audicionando para The Marvels (2023). A pesar de que el personaje aparecía en los cómics, se animó a O'Brian a crear el personaje como ella eligiera.[31] O'Brian apareció anteriormente como Kimball en la serie de Marvel Television, Agents of S.H.I.E.L.D.[32]
- William Jackson Harper como Quaz: Un telépata humanoide que vive en el Reino Cuántico.[29]
- Bill Murray como Lord Krylar:
El gobernador de la lujosa comunidad Axia en el Reino Cuántico,[33] que tiene una historia con Janet van Dyne en el Reino Cuántico.[34][35] Reed creía que el personaje de Murray representaba el pasado de una persona que "siempre encuentra una manera de volver a aparecer" y el tema de la película de los secretos entre los miembros de la familia y cómo cada uno se ve afectado por ellos.[19]
- Michelle Pfeiffer como Janet Van Dyne: La esposa de Pym, la madre de Hope y la Avispa original, que estuvo perdida en el Reino Cuántico durante 30 años.[36]
- Corey Stoll como Darren Cross / M.O.D.O.K:
El antiguo protegido de Pym que fue reducido a un tamaño subatómico que lo llevó al Reino Cuántico durante los eventos de Ant-Man (2015) y se convirtió en un individuo mutado mejorado cibernéticamente con una cabeza de gran tamaño conocido como M.O.D.O.K.[37][9][38] Loveness describió al personaje como un cruce entre Otto West (Kevin Kline), de A Fish Called Wanda (1988) y Frank Grimes del episodio, «Homer's Enemy» (1997) de la temporada ocho de Los Simpson. Loveness sintió que M.O.D.O.K. puede ser su personaje favorito en la película porque le pusieron un "pequeño extra" que puede desagradar a algunos fanáticos de los cómics debido a que es fiel al aspecto y diseño del personaje del material original. A lo largo de la película, el ego de M.O.D.O.K. se desmorona cada vez que lo desafían, pero al igual que Otto West, mata fácilmente como un "cañón real suelto".[39]
- Michael Douglas como Dr. Hank Pym:
Un antiguo agente de S.H.I.E.L.D., entomólogo y físico que se convirtió en el Ant-Man original después de crear el traje.[11] En la película, se escribió que Pym estaba más "relajado" que en apariciones anteriores del MCU, ya que está más concentrado en volver a familiarizarse con Janet que en su trabajo. Como resultado, Broussard describió a Pym como "un poco más seguro de sí mismo" y "que no mira a la vuelta de cada esquina". Loveness creía que la fascinación de Pym por las hormigas, un rasgo al que solo se hacía referencia cómicamente anteriormente, era un sello distintivo crítico del personaje y, por lo tanto, decidió expandirlo en la película. Broussard sintió que la expansión era "algo extraño... pero también increíble... un poco de reconocimiento de... una extraña obsesión por este tipo que lo posee por completo".[40]

Además, Randall Park repite su papel como Jimmy Woo, un agente del FBI de los medios anteriores del MCU, junto con Gregg Turkington repite su papel como Dale, el gerente de una tienda Baskin Robbins de Ant-Man (2015). Rubén Rabasa aparece como encargado de una cafetería que confunde a Ant-Man con Spider-Man. Un hombre que le pide a Lang una foto con su perro es interpretado por Mark Oliver Everett, líder de la banda de rock Eels, cuyo padre era el físico cuántico Hugh Everett III y el creador de la interpretación de muchos mundos de la teoría cuántica. Roger Craig Smith y Matthew Wood dan voz a los Quantumnauts, los soldados de a pie de Kang. La escena poscréditos de la película presenta cameos sin acreditar de Tom Hiddleston y Owen Wilson, retomando sus respectivos papeles como Loki y Mobius M. Mobius de Loki.

## Producción

### Desarrollo
Antes del estreno de Ant-Man and the Wasp (2018), el director Peyton Reed dijo que había elementos de esa película que dejan "mucho para jugar" en una posible tercera película de la franquicia. Destacó el Reino Cuántico, que se introdujo en Ant-Man (2015) y se exploró más en Ant-Man and the Wasp; Reed dijo que "simplemente estaban metiendo los dedos de los pies en él" para las películas anteriores. Reed agregó que él y Marvel Studios tenían esperanzas sobre una tercera película y habían discutido los puntos potenciales de la historia para tal secuela. En febrero de 2019, el actor de Hank Pym, Michael Douglas, confirmó que habían tenido lugar discusiones informales sobre una secuela de Ant-Man and the Wasp, aunque en ese momento Evangeline Lilly no había oído hablar de ningún plan para su personaje Hope van Dyne / Wasp, siguiendo su papel en Avengers: Endgame (2019). Lilly declaró que "Hope está a mitad de camino. No veo que su viaje haya terminado en ningún tramo". Ese octubre, Michelle Pfeiffer expresó interés en retomar su papel de Janet van Dyne en una secuela, mientras que al presidente de Marvel Studios, Kevin Feige, se le preguntó sobre el futuro de Scott Lang / Ant-Man de Paul Rudd en el Universi cinematográfico de Marvel (UCM) después de Endgame, y respondió que "las piezas de ajedrez se organizaron con mucha determinación" al final de esa película, con algunos sacados "del tablero" y otros, como Ant-Man, "todavía en el tablero, así que nunca se sabe". Se le preguntó a Rudd si volvería al papel, ya sea en una tercera película de Ant-Man o como parte de la franquicia del UCM de otro héroe, y dijo que ambas opciones habían sido discutidas.
Reed firmó oficialmente para dirigir una tercera película de Ant-Man a principios de noviembre de 2019. Rudd iba a protagonizar a Lang, con Lilly y Douglas también regresando. El rodaje estaba programado para comenzar en enero de 2021 para una probable fecha de estreno en 2022. Reed fue contratado nuevamente, a pesar del interés de Marvel en que los nuevos cineastas aporten diferentes tomas de sus héroes para cada película, porque los ejecutivos sintieron que tenía "una comprensión real del universo de Ant-Man y querían verlo regresar para concluir su trilogía." Jeff Loveness fue contratado para escribir el guion de la película durante "los primeros días del cierre de Hollywood" debido a la pandemia de COVID-19, y había comenzado a trabajar en el guion en abril de 2020. En ese momento, ya no estaba claro cuándo la producción comenzaría en la película debido a los efectos de la pandemia en todas las producciones cinematográficas. En agosto de 2020, Reed confirmó que el desarrollo de la película continuaba durante la pandemia. Dijo que Lilly continuaría recibiendo el mismo salario en la película junto con Rudd, ya que ella es "una parte muy, muy importante" de la asociación entre Ant-Man y Wasp, a pesar de los rumores de que su papel se reduciría a raíz de los controvertidos comentarios sobre la pandemia. Reed agregó que la historia de la película había sido "descifrada", aunque "nada era oficial todavía", y dijo que la tercera película sería "una película más grande y extensa que las dos primeras con un plantilla visual diferente". Reed declaró que querían explorar más a fondo el Reino Cuántico en la película como una "empresa world-building masiva", y comparó su diseño con la fotografía microscópica electrónica, los números de la revista Heavy Metal de los años 1970 y 1980 y su ciencia ficción favorita cubre a artistas como Jean Giraud para el fantástico realismo. El productor de Marvel Studios, Brian Gay dijo que la película "se sentiría como una verdadera desviación" de las dos primeras películas de Ant-Man y sería una gran aventura. El compañero ejecutivo de Marvel Studios, Stephen Broussard produjo la película junto con Feige.

### Preproducción

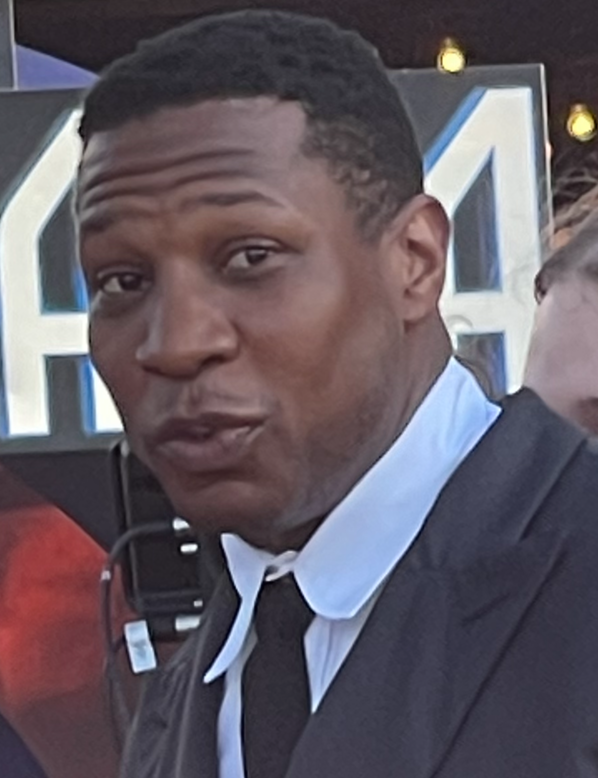
Jonathan Majors fue elegido como Kang el Conquistador para la película, y el personaje fue posteriormente planeado como el principal antagonista de The Multiverse Saga durante la producción.

En septiembre de 2020, Jonathan Majors fue elegido para un "papel principal" para la película, que se informó que era Kang el Conquistador. Debido a que el actor elegido como Kang interpretaría primero a una versión alternativa del personaje, llamado «He Who Remains», en la serie de Disney+, Loki, Kate Herron y Michael Waldron; directora y escritor principal de la primera temporada de Loki, respectivamente, participaron en la escogencia de Majors, además de Reed y ejecutivos de Marvel Studios. Marvel Studios estaba ansioso por trabajar y elegir a Majors después de ver su actuación en The Last Black Man in San Francisco (2019), y Reed apoyó mucho su acercamiento a Majors. Majors fue contactado para el papel sin una audición, y luego señaló que había estado involucrado en la película "desde el principio" antes de unirse a Loki. Reed estaba interesado en que Ant-Man y Wasp se enfrentaran a un enemigo formidable en la película, creyendo que Kang era uno de los malos de "todos los tiempos" de Marvel Comics como Loki y Doctor Doom.
En noviembre de 2020, se esperaba que el rodaje comenzara en 2021. El mes siguiente, Pfeiffer confirmó su participación y que el rodaje comenzaría a mediados de 2021, mientras que ella y Douglas indicaron que la película se estrenaría en 2022. Más adelante en diciembre, en el Día del Inversor de Disney, Feige reveló el título de la película como Ant-Man and the Wasp: Quantumania, confirmó el regreso de Rudd, Lilly, Douglas y Pfeiffer, junto con Majors como Kang, y reveló que Kathryn Newton se había unido a la película como Cassie Lang. Newton originalmente audicionó para Kate Bishop en la miniserie de Disney+, Hawkeye, antes que Hailee Steinfeld obtuviera el papel. Emma Fuhrmann, quien interpretó al personaje cuando era adolescente en Avengers: Endgame, se entristeció por el anuncio de Newton asumiendo el papel y esperaba estar involucrada en el UCM en el futuro. Más tarde ese mes, Loveness reveló que había entregado el primer borrador del guion y dijo que Marvel había aprovechado el receso por la pandemia de COVID-19 para "hacer algo nuevo y extraño" con la película. Loveness se inspiró en varias películas de "padre e hija" protagonizadas por Steve Martin o Robin Williams de la década de 1990, como Father of the Bride, Hook (ambas en 1991) y Jumanji (1995), con Loveness sintiendo que debido a que admiraba a todos esos personajes paternos, podía mezclar la energía del héroe "papá desvalido" con la simpatía de Rudd para convertirlo en una línea completa para la película. Broussard describió la película como una película de "aventura familiar" que se convierte en "una película épica de guerra de ciencia ficción y una historia de madurez".
El 4 de febrero de 2021, el ministro de Cultura y Turismo de Turquía, Mehmet Ersoy, anunció que el rodaje de la película había comenzado en la región de Capadocia del país, y que la producción también se filmaría en otras partes de Turquía. A principios de marzo, se reveló que Tip "T.I." Harris no regresaría como su personaje Dave de las dos primeras películas de Ant-Man. Esta noticia se produjo después de que surgieran acusaciones de abuso sexual contra Harris y su esposa Tameka Cottle a fines de febrero, pero Variety informó que esto no estaba relacionado y que Harris nunca regresaría para la secuela. David Dastmalchian, cuyo personaje Kurt apareció junto a Dave en las dos primeras películas, tampoco regresó para Quantumania. A principios de mayo de 2021, Marvel Studios anunció que la película se estrenaría el 17 de febrero de 2023. A mediados de junio, Rudd y Douglas se dirigieron a Inglaterra para prepararse para el rodaje. El rodaje para capturar tomas exteriores y placas de fondo tuvo lugar en la Estación Central del Departamento de Policía de San Francisco en North Beach, San Francisco el 19 y 20 de junio, con filmación del interior de la estación, la vista exterior del edificio y el centro de San Francisco. En julio, Joanna Robinson de Vanity Fair informó que Corey Stoll repetiría su papel de Darren Cross / Yellowjacket de Ant-Man en "alguna forma" para Quantumania. Reed planeó presentar al comediante Tom Scharpling nuevamente en la película, después de que sus cameos en las dos películas anteriores finalmente fueran eliminados de los estrenos en cines; sin embargo, la escena en la que habría aparecido se eliminó antes de filmarla.

### Rodaje
La fotografía principal comenzó el 26 de julio de 2021, en Pinewood Studios en Buckinghamshire, usando el título provisional «Dust Bunny», con William Pope como director de fotografía. Industrial Light & Magic proporcionó la mismo tecnología de producción virtual StageCraft, que Reed utilizó mientras dirigía episodios de la serie Star Wars, The Mandalorian de Disney+, se está utilizando para la película. Will Htay actuó como diseñador de producción. La fotografía principal estaba programada para comenzar en enero de 2021, pero se pospuso debido a la pandemia de COVID-19. Luego se esperaba que tuviera lugar entre el 31 de mayo y el 24 de septiembre. Para el 16 de septiembre, más de 50 miembros del equipo de producciones de Pinewood Studios, incluida Quantumania, contrajeron norovirus tras un brote en el estudio. El elenco principal no se vio afectado. En octubre de 2021, el estreno de la película se retrasó hasta el 28 de julio de 2023. Más tarde ese mes, Bill Murray reveló que había filmado material para una película de Marvel con Reed, que se creía que era Quantumania. Murray explicó que se unió al proyecto porque le agradaba Reed y su trabajo en Bring It On (2000), a pesar de no estar interesado en las películas de superhéroes, antes de seguir indicando su participación en la película, pero dijo que no podía comentar sobre su declaración previa; Murray dijo más tarde que estaba interpretando a un "malo" en la película. La fotografía principal se completó en noviembre de 2021. También se esperaba que el rodaje se llevara a cabo en Atlanta, y la producción estaba programada para mudarse a San Francisco en 2022 con el elenco.

### Posproducción
En abril de 2022, la película se retrasó a su fecha de estreno del 17 de febrero de 2023, intercambiando lugares con The Marvels dado que Quantumania estaba más avanzada en producción que esa película. En septiembre de 2022, se confirmó que Randall Park retomaría su papel de Jimmy Woo, y Feige llamó a la película "una línea directa" hacia la Fase Cinco y la película planeada de la Fase Seis, Avengers: The Kang Dynasty (2026), con Majors programado para repetir su papel en The Kang Dynasty. Reed afirmó que Quantumania tendría un "profundo impacto" en el MCU y que el impacto de la aparición de Kang en esta película se discutió con Loveness para The Kang Dynasty, que él también estaba escribiendo. Loveness sintió que tener a Kang como el villano principal de Quantumania establecería la historia dinámica que estaba desarrollando para The Kang Dynasty. Marvel Studios inicialmente no planeaba tener «The Multiverse Saga», que comprende las fases Cuatro, Cinco y Seis, girara en torno a Kang, pero decidieron hacerlo después de ver la actuación de Majors en la primera temporada de Loki y las tomas mientras se filmaba Quantumania. Reed también esperaba que la película no se viera como un "limpiador del paladar", ya que las dos películas anteriores habían seguido a las películas de Avengers, sino que se sintiera tan grande como una película de Avengers. Gregg Turkington también repitió su papel como Dale, un gerente de Baskin Robbins, de Ant-Man. En octubre de 2022, se reveló que William Jackson Harper aparecería en la película en un papel no revelado, y en noviembre, se reveló que Katy O'Brian aparecería en la película junto a David Dastmalchian, retomando su papel como Kurt de las dos primeras películas, después de que dijera previamente que no estaba involucrado en Quantumania. En enero de 2023, se reveló que Dastmalchian, Harper, O'Brian, Murray y Stoll interpretarían a Veb, Quaz, Jentorra, Lord Krylar, y M.O.D.O.K., respectivamente. Filmaciones menores con Rudd ocurrieron para entonces.
La escena de créditos intermedios de la película ve la introducción del Consejo de Kangs, particularmente Immortus, Rama-Tut, y Centurion. Estas variantes, todas interpretadas por Majors, discuten cómo el Conquistador fue asesinado y que los Vengadores están comenzando a infringir el multiverso y lo que han construido. Esto lleva a que cientos de otras variantes de Kang llenen un arena, en una toma que recuerda la primera aparición del Consejo en los cómics en The Avengers #292 (junio de 1988). La escena posterior a los créditos es una metraje del episodio de la segunda temporada de Loki, titulado «1893». con Majors apareciendo como Victor Timely, una variante de Kang, y Tom Hiddleston y Owen Wilson retomando sus respectivos papeles de Loki de Loki y Mobius M. Mobius.
La secuencia del título principal de la película fue diseñada por Perception, que emuló las imágenes del Reino Cuántico usando movimiento fluido y reacciones químicas microscópicas. Los efectos visuales fueron realizados por Sony Pictures Imageworks, Industrial Light & Magic, Digital Domain, Moving Picture Company, Fin Design + Effects, Spin VFX, Rising Sun Pictures, Folks VFX, Barnstorm VFX, Base FX, Pixomondo, MARZ, Luma Pictures, Atomic Arts, Territory Studio y Stereo D, con Jesse James Chisholm como supervisor de efectos visuales, mientras que Adam Gerstel y Laura Jennings coeditaron la película. Debido al cambio en el calendario de estreno de la película, el periodo de posproducción de Quantumania se redujo en cuatro meses y medio, lo que dio lugar a que se añadieran al menos 10 escenas de efectos visuales apresuradas en el último minuto. Varias empresas de efectos visuales que trabajaron en Quantumania también estaban en la posproducción de Black Panther: Wakanda Forever (2022) aproximadamente al mismo tiempo, lo que resultó en el desvío de "recursos críticos" para centrarse en Wakanda Forever. Disney gastó 194,7 millones de dólares durante la preproducción y el rodaje, y 131,9 millones de dólares adicionales en la posproducción en 2022 para un presupuesto bruto total de producción de 326,6 millones de dólares, que fue más del 63% más que un presupuesto inicial estimado de 200 millones de dólares de presupuesto de producción y superó las proyecciones internas de Disney para el presupuesto. Disney también recibió un reembolso total del gobierno del Reino Unido de 50,6 millones de dólares, lo que redujo el presupuesto neto a 276 millones de dólares.
En marzo de 2023, Marvel Studios presentó una solicitud para emitir una citación a Reddit para identificar a la persona o grupo responsable de filtrar el guion y el archivo de subtítulos de la película en enero de 2023 al subreddit r/MarvelStudiosSpoilers, así como una citación a Google ya que la información filtrada se había subido a Google Docs. Como resultado de la solicitud, r/MarvelStudiosSpoilers temporalmente pasó a ser privado y dejó de estar disponible para el público. El subreddit se reabrió en julio de 2023.

### Doblaje
El doblaje para España, estuvo a cargo del estudio IYUNO en Madrid, España, bajo la dirección de Miguel Ángel Montero, mientras que para Latinoamérica, por Grande Studios en la Ciudad de México, bajo la dirección de Pepe Toño Macías.
| Intérpretes            | Personaje                     | Doblaje latino        | Doblaje español    |
| ---------------------- | ----------------------------- | --------------------- | ------------------ |
| Paul Rudd              | Scott Lang / Ant-Man          | Sergio Bonilla        | Claudio Serrano    |
| Evangeline Lilly       | Hope Van Dyne / Wasp / Avispa | María Roiz            | Yolanda Mateos     |
| Michael Douglas        | Dr. Henry Pym                 | José Luis Orozco      | Salvador Vidal     |
| Michelle Pfeiffer      | Janet Van Dyne                | Rebeca Patiño         | Mercedes Montalá   |
| Jonathan Majors        | Kang el Conquistador          | Alejandro Orozco      | Edson Ferrero      |
| Kathryn Newton         | Cassie Lang                   | Regina Carrillo       | Alicia Valadés     |
| Corey Stoll            | Darren Cross / M.O.D.O.K      | Juan Frese            | Luis Bajo          |
| David Dastmalchian     | Veb                           | José Ángel Torres     | Cholo Moratalla    |
| Katy O'Brian           | Jentorra                      | Analiz Sánchez        | Anahí de la Fuente |
| William Jackson Harper | Quaz                          | Roberto Cuevas        | Javier Bañas       |
| Bill Murray            | Lord Krylar                   | César Terranova       | Manolo García      |
| Tom Hiddleston         | Loki                          | José Gilberto Vilchis | David Brau         |
| Owen Wilson            | Mobius M. Mobius              | Sergio Gutiérrez Coto | Luis Posada        |
| Jonathan Majors        | Victor Timely                 | Alejandro Orozco      |                    |
| Jonathan Majors        | Rama-Tut                      | Alejandro Orozco      |                    |
| Jonathan Majors        | Inmortus                      | Alejandro Orozco      |                    |
| Jonathan Majors        | Centurion                     | Alejandro Orozco      |                    |

## Música
Se reveló que Christophe Beck compondría la partitura en julio de 2022, después de trabajar previamente en las dos películas anteriores de Ant-Man, así como en las series del MCU, WandaVision (2021) y Hawkeye (2021) de Disney+. El álbum de la banda sonora fue lanzado digitalmente por Hollywood Records y Marvel Music, el 15 de febrero de 2023, con su primera canción, «Theme from Quantumania», lanzado como sencillo digital el 12 de febrero.
| Ant-Man and the Wasp: Quantumania (Original Motion Picture Soundtrack) |                                   |          |  |
| N.º                                                                    | Título                            | Duración |  |
| 1.                                                                     | «Theme from Quantumania»          | 2:33     |  |
| 2.                                                                     | «We Should Be Dead»               | 2:21     |  |
| 3.                                                                     | «What Is This Place?»             | 1:48     |  |
| 4.                                                                     | «Skies of Axia»                   | 2:44     |  |
| 5.                                                                     | «The Hunter»                      | 4:24     |  |
| 6.                                                                     | «Fifty Shades of Kang»            | 3:23     |  |
| 7.                                                                     | «Quantum Nexus»                   | 3:16     |  |
| 8.                                                                     | «The Conqueror»                   | 6:17     |  |
| 9.                                                                     | «Through the Storm»               | 3:14     |  |
| 10.                                                                    | «Sting Operation»                 | 2:17     |  |
| 11.                                                                    | «Honey, I Shrunk the Energy Core» | 3:02     |  |
| 12.                                                                    | «Look Out for the Little Guy»     | 2:11     |  |
| 13.                                                                    | «He's Kang, He Saw, He Conquered» | 1:23     |  |
| 14.                                                                    | «Sting Low, Sweet Variant»        | 3:41     |  |
| 15.                                                                    | «Like Father Like Daughter»       | 1:09     |  |
| 16.                                                                    | «Kang Bang»                       | 3:19     |  |
| 17.                                                                    | «Alien Ant Harm»                  | 2:29     |  |
| 18.                                                                    | «Threnody for a Reformed Dick»    | 2:21     |  |
| 19.                                                                    | «Lang vs. Kang»                   | 2:49     |  |
| 20.                                                                    | «Don't Let Go»                    | 2:17     |  |
| 21.                                                                    | «Hymenoptera»                     | 2:32     |  |
| 22.                                                                    | «Holes (por David Dastmalchian)»  | 0:44     |  |

## Marketing
El primer metraje de la película se mostró en la San Diego Comic-Con de 2022, donde Feige, Reed y el elenco promocionaron la película y hablaron sobre los personajes. Un segundo metraje se mostró en la D23 en septiembre, que Ryan Leston en IGN llamó "un vistazo intrigante" a la película. El primer tráiler de la película se lanzó el 24 de octubre de 2022. Presentaba «Goodbye Yellow Brick Road» de Elton John. Tom Chapman en Den of Geek notó que el tráiler era "más oscuro que nunca" en comparación con el tono cómico de las dos películas anteriores de 'Ant-Man' y presentaba "pausas dramáticas y pistas musicales tensas", pero lo sintió como "otro tráiler del UCM que hace demasiadas bromas" para no revelar detalles clave, como la ausencia del personaje M.O.D.O.K. que se mostró en las imágenes de la D23. Charles Pulliuam-Moore de The Verge comparó el tráiler con la próxima película de Disney, Strange World (2022) y destacó la apariencia del reino cuántico como "hermosa y sin sentido", mientras que Owen Williams de Empire comparó el Reino Cuántico con el planeta de Ego de la película del UCM, Guardianes de la Galaxia vol. 2 (2017).
El segundo tráiler de la película se lanzó durante el College Football Playoff National Championship el 9 de enero de 2023. Daniel Chin de The Ringer señaló que el tráiler había revelado "mucho" en comparación con el avance, incluido el diseño de la trama de la película y el primer vistazo a MODOK Chin sintió que el tráiler presentaba "algunas distracciones... pero parece proporcionar más conocimientos avanzados de los que normalmente ofrece Marvel". Ese mes, Heineken lanzó un comercial con Rudd para promocionar su cerveza sin alcohol y la película. Al mes siguiente, Volkswagen lanzó un comercial dirigido por Anthony Leonardi III para promocionar la película y su SUV modelo ID.4. Además, se anunció que las memorias ficticias de Lang, Look Out for the Little Guy, serían publicadas por Hyperion Avenue, creada junto con Marvel Studios y los cineastas, y se lanzó el 5 de septiembre de 2023. Presenta "más de 20 piezas breves que exploran diferentes aspectos de las experiencias de Scott" como padre y Vengador, y fue escrito por Rob Kutner. Loveness escribió los pasajes que aparecieron en la película.

## Estreno
Ant-Man and the Wasp: Quantumania tuvo su estreno mundial en el Regency Village Theatre en Westwood, Los Ángeles, el 6 de febrero de 2023, y se estrenó en Estados Unidos y China el 17 de febrero de 2023. La película estaba programada para ser estrenada en 2022, antes de anunciarse oficialmente su estreno el 17 de febrero de 2023, en mayo de 2021. Se retrasó hasta el 28 de julio de 2023, en octubre de 2021, y volvió a la fecha de febrero de 2023 en abril de 2022. Es la primera película, y el inicio de la Fase Cinco del UCM.

### Medios domésticos
La película fue lanzada por Walt Disney Studios Home Entertainment en descarga digital, el 18 de abril de 2023, en Ultra HD Blu-ray, Blu-ray y DVD el 16 de mayo y en Disney+ el 17 de mayo.

## Recepción

### Taquilla
Ant-Man and the Wasp: Quantumania recaudó $214,5 millones en los Estados Unidos y Canadá, y $261,6 millones en otros territorios, por un total mundial de $476,1 millones. Fue una decepción de taquilla, por debajo del punto de equilibrio informado de $600 millones, frente a un presupuesto de producción bruta de $388.4 millones de dólares. Inicialmente se informó que este presupuesto rondaba los 200 millones de dólares.
En enero de 2023, se proyectó que Ant-Man and the Wasp: Quantumania recaudaría 120 millones de dólares en América del Norte durante el fin de semana inaugural de cuatro días del Día de los Presidentes. El mes siguiente, se proyectó que debutaría con $105–110 millones a nivel nacional y $280 millones a nivel mundial en su primer fin de semana. La película recaudó $46 millones en su primer día, incluidos $17,5 millones de los avances del jueves que comenzaron a las 3 p. m. Debutó con 106,1 millones de dólares (y un total de 120,4 millones de dólares durante el marco de cuatro días) en 4.345 salas de cine, marcando el mejor estreno de la serie Ant-Man y el tercero mejor para un estreno en febrero, detrás de Black Panther ($242,1 millones en 2018) y Deadpool ($152,1 millones en 2016). El segundo fin de semana de la película experimentó una caída del 69%, hasta $32 millones en América del Norte, la mayor caída nacional en la segunda semana, fuera de cualquier película del Universo cinematográfico de Marvel. En su tercer fin de semana, la película ganó $12,4 millones, con una caída del 61%.
Fuera de Estados Unidos y Canadá, la película recaudó 121,3 millones de dólares en su primer fin de semana. En su segundo fin de semana, la película recaudó 46,4 millones de dólares, con una caída del 57 %, y siguió siendo la película número uno no local en la mayoría de los mercados. La película recaudó 22 millones de dólares en 52 mercados en su tercer fin de semana, lo que supone un descenso del 53 %. Los 5 mercados principales son China (39,4 millones de dólares), el Reino Unido (23,9 millones de dólares), México (18 millones de dólares), Francia (13,6 millones de dólares) y Corea del Sur (12,6 millones de dólares).

### Respuesta crítica
En el sitio web del agregador de reseñas, Rotten Tomatoes, la película cuenta con una aprobación del 46 % sobre la base de 410 reseñas, con una calificación promedio de 5.6/10. El consenso del sitio web dice: «Ant-Man and the Wasp: Quantumania carece principalmente de la chispa de diversión que elevó las aventuras anteriores, pero el Kang de Jonathan Majors es un villano emocionante a punto de alterar el curso del MCU». En Metacritic, la película tiene un puntaje promedio ponderado de 48 sobre 100, basado en 61 críticos, lo que indica "críticas mixtas o promedio". Se convirtió en la película del MCU con la calificación más baja en ambos sitios web. El público encuestado por CinemaScore le dio a la película una calificación promedio de "B" en una escala de A+ a F, y los encuestados por PostTrak informaron que el 75 % de los miembros de la audiencia le dieron a la película una calificación positiva, y el 60 % dijo que definitivamente la recomendaría.
Owen Gleiberman de Variety fue crítico con la película, calificándola de "a la vez divertida y adormecedora" y afirmando "...si así es como se ve la Fase 5, Dios nos salve de las Fases 6, 7 y 8". Caryn James de BBC declaró que la película tiene "el próximo gran villano de Marvel, pero aparte de eso, no tiene nada que ofrecer más allá de una acción monótona". Wendy Ide de The Guardian llamó a la actuación de Majors el "núcleo magnético" de la película, pero dijo que, en general, la película era "desconcertante e ilógica". Ross Bonaime de Collider también elogió la actuación de Majors y escribió que "lo convierte en un villano excelente, que aporta matices y sutileza a su personaje... Majors hace que este personaje [Kang] sea simpático al principio, pero tampoco oculta la amenaza y el terror que puede causar en cualquier momento". Dando a la película una B−, Bonaime declaró: "'Quantumania' es un comienzo prometedor, pero inestable para la Fase 5 del Universo cinematográfico de Marvel, es una pena que sea por el bien del pequeño". Frank Scheck de The Hollywood Reporter elogió a Majors por "aportar una seriedad real" a la película e invertir "su actuación con una quietud y una ambivalencia tan cautivadoras que estás nervioso cada momento que él está en pantalla". Scheck también elogió a Pfeiffer y escribió que "está genial en su papel ampliado, se le ha dado la oportunidad de ser una heroína ruda y aprovecharla al máximo". Manohla Dargis de The New York Times sintió que Pfeiffer, Majors y Douglas eran las "verdaderas estrellas de este espectáculo", pero sintió que la película en general estaba "ocupada, ruidosa y completamente sin inspiración".
Richard Roeper de Chicago Sun-Times calificó la película con tres de cuatro estrellas, escribiendo que es una "película del MCU de nivel medio, con secuencias de batalla lo suficientemente decentes y algunas imágenes ingeniosas". Leah Greenblatt de Entertainment Weekly calificó la película con una B+ y concluyó: "Sin embargo, con poco más de 120 minutos, un parpadeo en el tiempo de Marvel, esta Ant-Man es lo suficientemente inteligente como para ser divertido y lo suficientemente sabio como para no quedarse más tiempo de lo esperado. ¿Quién comprende mejor los beneficios, después de todo, de mantenerlo pequeño?" Michael Phillips del Chicago Tribune le dio a la película dos estrellas de cuatro, afirmando que es "menos divertida y visualmente llamativa". Los chistes descartables de las películas anteriores y la bienvenida aversión a la solemnidad brutal se han abandonado en gran medida en favor de un sinfín de cosas del final del juego y la construcción de un mundo digital extrañamente cursi en el Reino Cuántico". De manera similar, David Sims de The Atlantic comparó con desaprobación la película con las dos primeras entradas, escribiendo en su reseña: "Esa inteligencia, combinada con la tontería de efectos especiales de personas y objetos que se hacen grandes y pequeños, impulsó la serie, y básicamente se ha desechado aquí, reemplazado por un montón de enfrentamientos celestiales entre Kang y Ant-Man. Cada vez que Quantumania se permite volverse un poco tonta, está en mejor forma.

### Reconocimientos
Ant-Man and the Wasp: Quantumania recibió una nominación a Mejor Supervisión Musical en un Tráiler - Película en los Premios del Gremio de Supervisores Musicales de 2023. En los MTV Movie & TV Awards de 2023, la película fue nominada al Mejor Héroe (Rudd) y Mejor Reparto Kick-Ass. La película obtuvo una nominación a Mejor spot televisivo de aventuras fantásticas (para un largometraje) en los Golden Trailer Awards de 2023. La película también está nominada a la Mejor película de superhéroes en los 51.º Premios Saturno, y a Mejores efectos visuales o animación en los 13.º Premios AACTA. En los 49.º People's Choice Awards, está nominada a Película de acción del año. En los 44.º Golden Raspberry Awards, la película está nominada al Peor Actor de Reparto para Douglas y Murray, Peor Remake, Copia o Secuela, y Peor director para Reed.

## Especial documental
En febrero de 2021, se anunció la serie documental Marvel Studios: Assembled. El especial de esta película, Assembled: The Making of Ant-Man and the Wasp: Quantumania se estrenó en Disney+ el 19 de julio de 2023. Originalmente estaba programado su estreno para el 14 de junio de 2023.

## Futuro
Broussard dijo que había comenzado a discutir una posible cuarta película con Feige y Reed. En febrero de 2023, Douglas dijo que estaría interesado en regresar para una cuarta película si Pym moría en ella, pero en abril de 2024 dijo "No creo que vaya a aparecer" en una cuarta película porque había solicitado que Pym muriera en Quantumania y estaba decepcionado de que esto no sucediera.